# Ilha Graham
Nota: se procura a ilha homónima no Arquipélago Ártico Canadiano, Nunavut, veja Ilha Graham (Nunavut) 
A ilha Graham (também conhecida como Haida Gwaii, «terra dos haida») é uma grande ilha próxima da costa oeste do Canadá. Com 2608 km² é a maior do arquipélago de Haida Gwaii (ex-ilhas da Rainha Carlota), pertencente à província da Colúmbia Britânica.
A ilha está separada do continente pelo estreito de Hecate e, a sul, um estreito canal, o Canal Skidegate, separa-a da outra grande ilha do arquipélago, a ilha Moresby — ou Gwaii Haanas, na língua dos haida — e da mais pequena ilha Chaatl. A norte, a Entrada Dixon separa-a da ilha do Príncipe de Gales, pertencente ao estado do Alasca, Estados Unidos da América.
Na parte norte-oriental da ilha fica o parque provincial Naikoon. Na parte setentrional há uma profunda e estreito enseada, o Masset Inlet, que dá acesso a um quase lago interior na parte central da ilha, onde ficam as localidades de Port Clements e Juskatla. Na costa ocidental, que abre ao Oceano Pacífico, ficam a baía de Beresford e, mais a sul, o Rennell Sound.
A costa ocidental é mais acidentada e nesse lado da ilha está a cordilheira da rainha Carlota (Queen Charlotte Ranges)
A ilha Graham é, em área, a 101.ª maior do mundo e a 22.ª do Canadá. 

## Comunidades
- Juskatla
- Massett
- Port Clementss
- Queen Charlotte City
- Skidegate
- Tlell

## Atracções
- Naikoon Provincial Park
- North Beach
- Kano Inlet